# Pure Bathing Culture
Pure Bathing Culture ist eine US-amerikanische Indie-Pop-Band aus Portland.

## Geschichte
Die Band-Mitglieder Sarah Versprille (* 16. Oktober 1981) und Daniel Hindman lernten sich als College-Studenten in New Jersey kennen, beide lebten damals in Brooklyn, New York, und zogen 2011 gemeinsam nach Portland, wo sie in der Gruppe Vetiver spielten. 2012 spielten sie auf den US-Tourneen von Caveman und Father John Misty als Vorgruppe und veröffentlichten 2013 ihr erstes Album bei Partisan Records. In Deutschland spielten sie erstmals 2013 beim Reeperbahn Festival in Hamburg. In Dallas wurde im Februar 2015 ihr zweites Album mit dem Produzenten John Congleton aufgenommen und unter dem Titel Pray for Rain am 23. Oktober beim Label Partisan Records veröffentlicht. Im Jahr 2016 folgte eine weitere US-Tournee, die von Auftritten als Vorgruppe bei den Konzerten von Lucius, Chvrches und Death Cab for Cutie begleitet wurde.

## Diskografie
- 2012: Pure Bathing Culture (Father/Daughter Records / Memphis Industries)
- 2013: Moon Tides (Partisan Records)
- 2015: Pray for Rain (Partisan Records)